# Docohammus bennigseni
Docohammus bennigseni là một loài bọ cánh cứng trong họ Cerambycidae.